# Roberto Amoroso
Roberto Amoroso (* 7. Januar 1911 in Neapel; † 3. Februar 1994) war ein italienischer Filmschaffender.

## Leben
Amoroso produzierte bereits zu Beginn der 1940er Jahre einige Dokumentarfilme. So drehte er Material während des Neapolitanischen Aufstandes in der kurzen Zeit der deutschen Besatzung, als er für die italienische Wochenschau der LUCE arbeitete. 1947 entstand dann in seiner ersten Spielfilmproduktion Malaspina, zu dem er auch das Drehbuch schrieb und die Kamera bediente. In den folgenden Jahren bis 1973 entstanden meist gering budgetierte Komödien, die im neapolitanischen Umfeld angesiedelt waren und so auch vor allem im Süden Italiens Verbreitung und Zuschauer fanden. Ab 1964 entstand auch einige Genreware in jeweils angesagten Szenerien vom Agentenfilm bis zum Italowestern.
Seinen einzigen Film als Regisseur (auch diesen schrieb und produzierte er selbst) drehte er 1954. Due soldi di felicità war eine romantische Komödie aus dem traditionellen neapolitanischen Milieu mit Einflüssen des Neorealismus. Ein Künstlername Amorosos' war Robert Lover.

## Filmografie (Auswahl)
- 1947: Malaspina
- 1954: Due soldi di felicità (auch Regie)
- 1956: Donatella – Junge Liebe in Rom (Donatella)
- 1963: Das Feuerschiff
- 1965: Per un pugno nell’occhio
- 1966: El Rocho – der Töter (El Rojo)
- 1966: Für Dollars ins Jenseits (Deguejo)
- 1966: Höllenjagd auf heiße Ware (New York chiama Superdrago)
- 1971: Grüße von der Cosa Nostra (Cose di Cosa Nostra)
- 1973: Little Kid und seine kesse Bande (Kid il monello del West) (Drehbuch, Produktion)